# فاطمة إسماعيل (أميرة)
الأميرة فاطمة إسماعيل ولدت في يونيو 1853، هي إحدى بنات الخديوي إسماعيل من زوجته شهرت فزا هانم، تفردت بحبها العام للخير ومساهمتها في الأعمال الخيرية بين أخواتها. تعودت على تذوق الفن والثقافة من حياتها بالسرايات الملكية، كما اهتمت برعاية الثقافة والعلم لكنها لم تتمكن من دخول الجامعة لمنع الفتيات في هذا الوقت من الالتحاق بالجامعة.
تزوجت من الأمير طوسون بن محمد سعيد باشا والي مصر، عام 1871، تم الاحتفاء بها حيث ارتدت تاجًا من ألماس ثمنه 40000 جنيه وكان فستانها من الحرير الأبيض الفرنسى الثمين المرصع بأغلى أنواع اللؤلؤ والألماس ويبغ طول ذيله 15 مترًا، أنجبت الأمير جميل والأميرة عصمت. ثم تزوجت من الأمير محمود سري باشا بعد وفاة زوجها الأول عام 1876 وقد أنجبت منه ثلاثة أولاد وبنتًا. ذاعت شهرة امتلاك الأميرة لكثير من الحلي الرائعة فما تملكه من المجوهرات يقوم بحمله العديد من الخدم، كما أن ملابسها مرصعة بكمية كبيرة من الأحجار الكريمة. وتوفيت في 18 نوفمبر 1920.
الحديث عن دور الأميرة فاطمة في إنشاء جامعة القاهرة مرتبط بتطور الفكرة ذاتها وبتحول حلم إنشاءها إلى حقيقة، كان هذا بعد تردد طلاب البعثات المصرية إلى جامعات أوروبا وعودتهم ليتحدثوا على أبنيتها الضخمة، مميزاتها وفوائدها، واشتمال كل جامعة على عدد من الكليات. آمن الطلاب بأهمية الجامعات لرقي البلد لكن لم يكن حلم إنشاء جامعة مصرية إلا حلم.

## بناء جامعة القاهرة
تم افتتاح الجامعة في 21 ديسمبر 1908، كأول جامعة أهلية اسمها جامعة فؤاد الأول في حفل مهيب تم إقامته في قاعة مجلس شورى القوانين، حضر الحفل الخديو عباس الثانى وبعض رجال الدولة وأعيانها. بدأت المحاضرات في الجامعة مساء يوم الافتتاح. أعلنت الصحف اليومية مكان قاعات المحاضرات مثل مجلس شورى القوانين، نادي المدارس العليا، ودار الجريدة، كان هذا عندما لم يكن لها مكان مستقر. كان مشروع بناء جامعة القاهرة سيعرض إلى التوقف لولا رغبة الأميرة فاطمة في المساهمة لبناء الجامعة التي تضمن استمرار المشروع وتوطيد كل أساس أركانه. لم يكن الدار التي أقامت بها الجامعة ملكًا لها بل كانت تؤجر الدور الأول من صاحبه الخواجة نستور جناكليس بأموال كثيرة بلغت 400 جنيه في العام، كان جناكليس لا يريد إيجار الدار بل بيعه سواء للجامعة أو غيره، إلى أن تم إقناع جناكليس من قبل الأمير أحمد فؤاد بمد عقد الإيجار أربع سنوات، فوافق جناكليس على شرط أن لا يؤجرها لهم بعد هذه المدة. كان موقعها بمقر الجامعة الأمريكية بالتحرير، هذه الظروف لم تجعل المكان مقرًا ثابتًا للجامعة، أيضًا مصاريف الإيجار كان يمكن إنفاقها في سبل أخرى كالإرساليات والتعليم.
أطلع الدكتور محمد علوي باشا، الطبيب الخاص بعائلة الأميرة فاطمة ورائد طب الرمد في مصر، على ظروف الجامعة الصعبة منها اختلال ميزانية المشروع واحتياج معونة جادة لضمان استمرار المشروع. أظهرت له استعداد لإعطاء ما لديها لذلك، فخصصت ست أفدنة أوقفتها لبناء دار جديدة للجامعة، بالإضافة إلى 661 فدانًا من أجود الأراضي الزراعية بالدقهلية في 2 يوليو 1913. خصصت 40% من صافي أرباح 3357 فدانًا و 14 قيراطًا و 14 سهمًا لميزانية الجامعة أي مبلغ صافي 4000 جنيهًا سنويًا، بعد خصم المستحقات والمرتبات من مجموع 5239 جنيهًا. أعطت الأميرة ستة أفدنة في بولاق الدكرور في مقر وزارة الزراعة الحالي ليتم إنشاء الجامعة عليهم.

### بناء كلية الآداب
لاحظت الأميرة فاطمة تعثرًا في بناء كلية الآداب لقلة الأموال فمن أجل اتمام الكلية تبرعت بمجوهراتها. إلى الآن هناك بالكلية لوحة مكتوب عليها «ذكرى عطرة للأميرة فاطمة التي أسهمت في بناء هذه الكلية».

## تبرعات الأميرة للجامعة
أعلنت الأميرة فاطمة تحملها كافة تكاليف البناء التي بلغت 26 ألف جنيهًا في هذا الوقت، ما يساوي 10 ملايين جنيه في 1983 من مالها الخاص لبناء الجامعة المصرية. تم ذلك بإهداءها بعض جواهرها وحليّها لإدارة الجامعة لتسيير مصلحة الجامعة، عرضت للبيع في الجامعة لكنها لم توفق، فقررت الإدارة بيعها في الخارج.
هذه الجواهر هي:
1. عقد من الزمرد يحتوي على قطع، ألماس البرلنت حول كل قطعة، هدية من السلطان عبد العزيز لوالدها.
2. أربعة قطع موروثة من سعيد باشا وهي

- سوار من ألماس البرلنت يحتوي على جزء دائري يتوسطه حجر يزن حوالي 20 قيراط، حوله 10 قطع كبيرة مستديرة، مُركب قطع مربعة الشكل بسلسلة السوار منها 18 قطعة كبيرة و 56 قطعة أصغر منها حجمًا.
- ريشة من ألماس البرلنت مركب عليها حجارة مختلفة الحجم، وشكلها قلب يخترقه سهم.
- عقد يحتوي على سلسلة ذهبية تتدلى منها حجر كبير وزنه 20 قيراط وحجرين صغيرين وزن كلٍ منهما12 قيراط، تتكون الأحجار من ألماس البرلنت.
- خاتم مركب عليه فص هرمي من ألماس، لونه مائل إلى الزرقة.

أوكلت الجامعة الدكتور محمد علوي باشا عملية بيع المجوهرات، قد باعها بسعر مناسب وهو بحوالي 70000 جنيهًا، عاد ثمن المجوهرات بالنفع على الجامعة.

## حفل وضع حجر أساس الجامعة
تحملت الأميرة فاطمة مصاريف حفل وضع حجر أساس الجامعة.و في الأرض التي أعطتها الأميرة فاطمة، تم الاحتفال بوضع الخديوى عباس الثاني حجر أساس الجامعة في يوم الأثنين الموافق 3 جمادى الأول 1322 ه/ 31 مارس 1914 م في الساعة الرابعة والنصف. حضر الاحتفال الأمراء والنظار، قاضى مصر، شيخ الأزهر، العلماء، قناصل الدول، رئيس وأعضاء الهيئة التشريعية، ذوى المقامات وأصحاب الصحف والأدباء في مصر. لم يحضر قائد جيش الاحتلال كرومر واللورد كتشنر لأدراكهم أن بناء الجامعة معناه إيجاد طبقة من المثقفين المصريين الذين يعرفون أن الأستقلال هو تحرير الشخصية المصرية وانطلاقها في مراقي المدينة والحضارة وليس مجرد تحرير للأرض.

## وقفات الأميرة فاطمة الخيرية
أوقفت الأميرة في عام 1913 ثلاثة أسهم بنسبة 3% من إجمالي 3357 فدانًا أي حوالي 100 فدانًا لفعل الخير بمناطق متفرقة مثل مديرية الدقهلية مركز المنصورة، مديرية الجيزة مركز الجيزة، بولاق الدكرور، شبرا، ومركز أجا متضمنًا السراي، المباني، الأشجار، النخيل، الوابورات، آلات الزراعة والأسطبل. تم توزيع عائدها على 100 سهم، خصت منها 40 سهمًا لديوان الحربية والبحرية فيتم صرفهم في تعليم اثنان على الأقل من كل جهة، منهم الضباط أو تلامذة المدارس الحاصلين على الشهادات النهائية المدرسية، يشترط نبوغهم في تعليمهم للعلوم، والفنون الحربية والبحرية مثل تعلم صنع المدافن والأسلحة الحربية والسفن من أفضل وأتقن وأمتن وأحدث طراز يتم صنعه في الممالك الأجنبية سواء في أوروبا، أمريكا، بلاد اليابان، أو أي جهة تتفوق في الإتقان على غيرها. ساهم وقفها في تعليم أولاد المسلمين الفقراء اليتامى متضمنًا العلوم الابتدائية والتجهيزية وفي ثمن كتب وأدوات التعليم وفي مأكلهم ومشربهم وكسوتهم، قد تكفلت بهذا الجمعية الخيرية الإسلامية الكائنة بمركز مصر المحروسة وما يلزم لهم. اشترطت أن من أتم دراسته في الجامعة في أي كلية مثل الطب والتجارة والمهندسخانة وغيرها، يجب عليه العمل مدة خمس سنوات بالماهية التي تقررها ويتم توظيفهم أولًا فأول، إلا أصبح ملزمًا بدفع جميع ما صرف عليه من وقت سفره ليوم امتناعه عن التعليم.

## تنازلات الأميرة قبل وفاتها
تنازلت عن سرايتها التي قدرت بحوالى 125000 متر مربع الذي تحول إلى المتحف الزراعي، قررت منح الحكومة ما تبقى من ممتلكاتها البالغة أكثر من 30 فدانًا لتتحول إلى منطقة الدقي، أطلق عليها في السابق شارع الأميرة فاطمة إسماعيل.

## تكريمها في العيد التسعين للجامعة
تم تكريم تبرع الأميرة فاطمة في احتفال بمرور ذكرى الجامعة ال 90 على إنشاء جامعة في يوم 7 ديسمبر 1996، وبحث في هذا الوقت المسئولون عن ورثها. قد تضمن المهرجان صورًا لها ولمجوهراتها التي تبرعت بها لإنشاء كلية الآداب، حيث كانت من المتحمسات لتشييد الجامعة الأهلية في هذا الوقت  أقيم بمتحف الجامعة جناحًا خاصًا بها مزود بكل صورها، متعلقاتها ومجوهراتها.

## وصلات خارجية
1. الخديوي إسماعيل
2. جامعة القاهرة